# Powiat Kiskunmajsa
Powiat Kiskunmajsa (węg. Kiskunmajsai járás) – jeden z dziesięciu powiatów komitatu Bács-Kiskun na Węgrzech. Siedzibą władz jest miasto Kiskunmajsa.

## Miejscowości powiatu Kiskunmajsa
- Csólyospálos
- Kiskunmajsa
- Kömpöc
- Szank